# Bilari
Bilari es una ciudad y municipio situada en el distrito de Moradabad en el estado de Uttar Pradesh (India). Su población es de 37567 habitantes (2011). 

## Demografía
Según el censo de 2011 la población de Bilari era de 37567 habitantes, de los cuales 19747eran hombres y 17820 eran mujeres. Bilari tiene una tasa media de alfabetización del 57,84%, inferior a la media estatal del 67,68%: la alfabetización masculina es del 62,55%, y la alfabetización femenina del 52,61%.